# Бари Голдуотър
Бари Морис Голдуотър (на английски: Barry Morris Goldwater) е американски политик.
Сенатор от щата Аризона в периодите 1953 – 1965 г. и 1969 – 1987 г. Кандидат е за президент на Републиканската партия на изборите през 1964 г., когато печели 38% от гласовете и е победен от Линдън Джонсън.
Убеден антикомунист с консервативни възгледи, често е обявяван за символ на агресивната политика на САЩ. Към средата на 1980-те години започва да променя възгледите си и да прави изказвания за защита на правата на хомосексуалистите, както и за правото на аборт.
1. ↑  crsreports.congress.gov